# Philipp Daniel Merckle
Philipp Daniel Merckle (* 1. Oktober 1966 in Hamburg) ist ein deutscher Unternehmer. Von 2005 bis Ende März 2008 leitete er das Pharmaunternehmen  Ratiopharm innerhalb des Familienkonzerns Merckle.

## Leben
Merckle ist der zweitälteste Sohn von Ruth und Adolf Merckle. Nach dem Abitur absolvierte Merckle eine betriebswirtschaftliche Ausbildung an der Berufsakademie Ravensburg, die er als Diplom-Betriebswirt BA abschloss. Ein anschließendes Studium der Pharmazie schloss er 1994 ab und wurde 1998 an der Universität Tübingen in diesem Fach promoviert.
1999 übernahm er den  Bereich Forschung und Entwicklung des Pharmaunternehmens Merckle/Ratiopharm. Nachdem das Unternehmen aufgrund von staatsanwaltlichen Ermittlungen über die Bestechung von Ärzten in die Schlagzeilen geraten war, erfolgte im November 2005 Merckles Wechsel in die Geschäftsführung des Unternehmens.  Im Herbst 2006 gründet Merckle die Stiftung World In Balance.
Ende März 2008 zog sich Philipp Merckle aus dem operativen Geschäft der Ratiopharm-Gruppe zurück und wechselte in den Beirat des Unternehmens. Laut Medienberichten sei der Führungsstil Philipp Merckles bei seinem Vater Adolf Merckle, dem Unternehmensgründer, auf Kritik gestoßen. Die Bemühung um eine „ethisch verantwortliche ‚Firmenphilosophie‘“ wird für den Rückgang von Marktanteilen mitverantwortlich gemacht. Philipp Merckles Nachfolger bei Ratiopharm wurde der Wirtschaftsingenieur Oliver Windholz.
Im Juni 2008 trat Merckle als Mehrheitseigner in den Aufsichtsrat der Gruschwitz Textilwerke AG, Leutkirch im Allgäu ein und verantwortete ab Oktober 2008 dessen Vorsitz. Im März 2009 übernahm Merckle die alleinige Geschäftsführung bei dem österreichischen Glasfliesenhersteller Villiglas, Sittersdorf, die er jedoch im Dezember 2011 wieder zurücklegte.
Philipp Merckle ist verheiratet mit Anne und Vater von fünf Kindern.

## Öffentliche Auftritte
Als Ratiopharm-Chef trat Merckle persönlich in der TV-Werbung auf, Seite an Seite mit Karlheinz Böhm. An dessen Afrika-Stiftung leitete das Unternehmen für jede verkaufte Arzneimittel-Packung 1 Cent weiter.
Im Mai/Juni 2007 trat er im Rahmen einer von seinem Unternehmen initiierten „Aufbruch-Tour“ zusammen mit Arved Fuchs auf, um seine  wirtschaftsethischen Vorstellungen bekannt zu machen.